# نادي براها لكرة السلة
نادي براها لكرة السلة (بالتشيكية: USK Praha)‏ هو فريق كرة سلة تشيكي للمحترفين تأسس في سنة 1953 يقع مقره في براغ. ينافس في الدوري التشيكي الوطني لكرة السلة.

## الإنجازات
إجمالي الألقاب: (14)

### البطولات المحلية
الدوري التشيكي الوطني لكرة السلة
- الفوز (2): 1993، 1999-00، 2000-01

الدوري التشيكوسلوفاكي لكرة السلة
- الفوز (11): 1964-65، 1965-66، 1968-69، 1969-70، 1970-71، 1971-72، 1973-74، 1980-81، 1981-82، 1990-91، 1991-92

### المنافسات الأوروبية
الدوري الأوروبي لكرة السلة
- الوصافة (1): 1965–66
- نصف النهائي (2): 1966، 1967

كأس سابورتا
- الفوز (1): 1968–69
- الوصافة (1): 1967–68

## وصلات خارجية
- الموقع الرسمي